# 唐冠军
唐冠军（1961年—），江苏泰兴人。男，汉族。

## 生平
1977年8月参加工作，1985年12月加入中国共产党。武汉理工大学交通运输规划与管理专业毕业。
1989年4月起，历任葛洲坝船闸局三号闸处副处长、二号闸处处长、党政办公室主任。1996年8月，任三峡工程航运现场指挥部副指挥长。1998年1月，任长江三峡通航管理局办公室 主任。2000年4月，任长江三峡通航管理局副局长、党委委员。2003年10月，任长江航务管理局副局长、党委委员。2005年7月，任长江航道局局长、党委委员。2006年12月，任长江航道局局长、党委副书记。2009年1月，任长江航务管理局局长、党委副书记。2016年5月，任长江航务管理局党委书记、局长。
2013年，当选第十二届全国人民代表大会湖北地区代表。